# Jo Weil
Jo Weil (Frankfurt, 29 augustus 1977) is een Duits acteur, woonachtig in Keulen.
Hij is vooral bekend van de Duitse actieserie Medicopter 117. Daarin heeft hij vanaf 2003 de rol van Florian Lenz gespeeld, totdat de serie in 2004 stopte. Ook speelt hij in de periode 2000 tot 2002 en van 2007 tot heden in de televisieserie Verbotene Liebe de rol van Oliver Sabel. In de serie is hij getrouwd met Christian Mann, een rol die door Thore Schölermann vertolkt wordt.

## Filmografie
- 1997: Geliebte Schwestern (televisieserie, meerdere afleveringen)
- 1997: Der Einstellungstest
- 1999: Motorradcops
- 2000–2002, 2007–2015: Verbotene Liebe (soap, 1428 afleveringen)
- 2001: Layla (korte film)
- 2002–2004: Medicopter 117 – Jedes Leben zählt (televisieserie, 18 afleveringen)
- 2004: Warten auf irgendwas (korte film)
- 2005: The Autobahn (bioscoopfilm)
- 2008: 112 – Sie retten dein Leben (televisieserie, 1x67)
- 2011: Die Puppen-WG
- 2012–2014: Tatort Dortmund (als Toni Kelling)
  - Aflevering 844: Alter Ego
  - Aflevering 849: Mein Revier
  - Aflevering 886: Eine andere Welt
  - Aflevering 898: Auf ewig Dein
- 2012: In aller Freundschaft (televisieserie, aflevering 15x05)
- 2013: SOKO 5113 (televisieserie, aflevering 39x14)
- 2014: Heiter bis tödlich: Koslowski & Haferkamp (televisieserie, 1x10)
- 2015: Alles was zählt (soap, 40 afleveringen)
- 2016: Lula (korte film)
- 2016: Die Rosenheim-Cops - Die Rückkehr der Schwester (televisieserie)
- 2017–2018: Rote Rosen (soap, 24 afleveringen)
- 2017: Oskar – Gehen, wenn’s am schönsten ist (film)
- 2017: Sodom (Britse bioscoopfilm)
- 2017: The Toymaker (Britse bioscoofilm)
- 2017: SOKO München - Jadas Welt
- 2020–2021: Verbotene Liebe – Next Generation (televisieserie)

sinds 2022: Unter uns (RTL-serie)
2025 – : Sturm der Liebe (Das Erste- serie)

## Theater (selectie)
- 2000: Glück auf, Köln
- 2004–2005: Gespenster, Neunkirchen
- 2006–2007: Bei Verlobung Mord, Darmstadt
- 2007–2009: Ganze Kerle, Düsseldorf
- 2008: Ganze Kerle, Tournee
- 2013: Landeier – Bauern suchen Frauen, Düsseldorf
- 2014: Landeier – Bauern suchen Frauen, Tournee
- sinds 2018: Frank Farmer, Bodyguard – Das Musical

## Hoorspelen
- 2014: Michel Decar: Jonas Jagow – regie: Michel Decar (hoorspel – DKultur)

## Discografie
- 2002: One More Try
- 2014: Explosiv